# Sammy Price

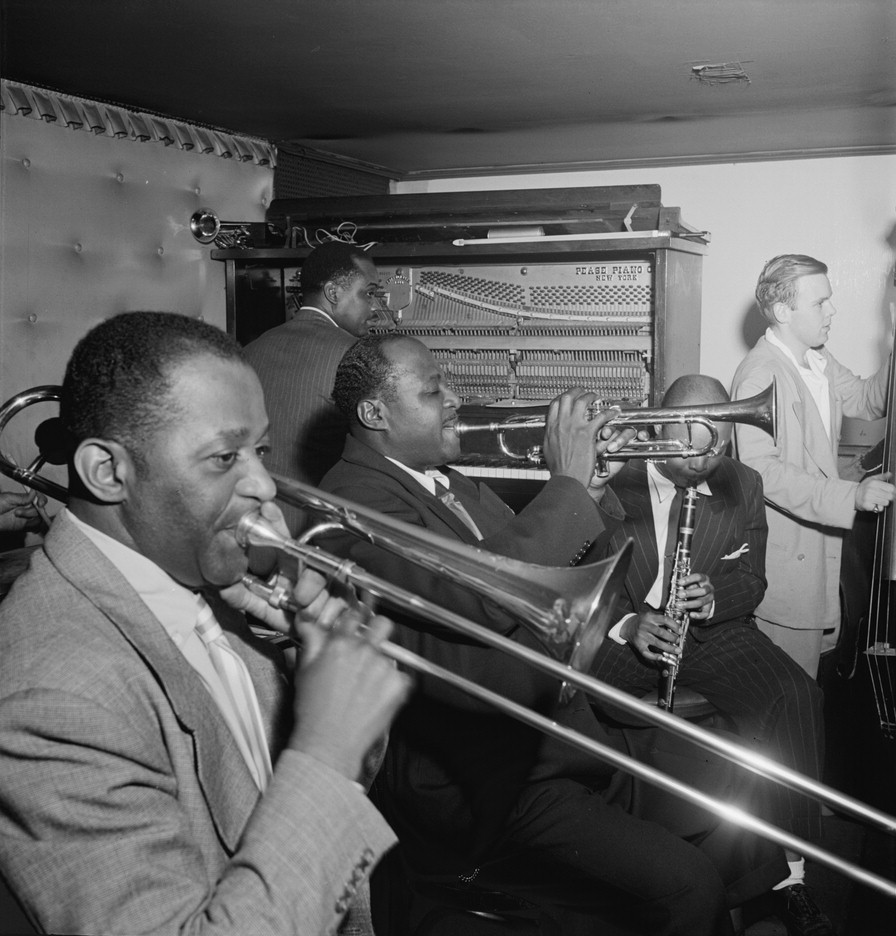
Price (hinten) mit Wilbur De Paris (links), Sidney De Paris, Eddie Barefield und Charlie Traeger, Jimmy Ryan’s (Club), New York, ca. Juli 1947. Foto: William P. Gottlieb.

Samuel Blythe Price, genannt Sam oder Sammy, (* 6. Oktober 1908 in Honey Grove in Texas; † 14. April 1992 in New York City) war ein US-amerikanischer Jazz (Swing), Blues und Boogie Woogie Pianist.
Price studierte Klavier in Dallas und war am Anfang seiner Karriere auch Sänger und Tänzer in der Band von Alphonse Trent (1927 bis 1930). Seine erste Aufnahme machte er 1929 („Sammy Price and his Four Quarters“). Er war danach einige Jahre in Kansas City und dann in Chicago und Detroit. 1938 wurde er Hauspianist bei Decca in New York, wo er u. a. die Blues-Sängerinnen Sister Rosetta Tharpe und Trixie Smith begleitete. In den 1940er Jahren leitete er dort seine eigene Band „Texas Blusicians“ (u. a. mit Don Stovall und Emmett Berry), die auch einmal mit Lester Young aufnahmen. Daneben spielte er regelmäßig in den Clubs der 52. Street und in Musicals. 1948 spielte er auf dem Jazzfestival in Nizza mit Mezz Mezzrow. 1951 war er wieder in Texas. 1954 war er in New York und begleitete Mahalia Jackson und Jimmy Rushing. Er spielte auch viel mit Rhythm-and-Blues-Bands. 1955/6 war er mit eigener Band auf Europa-Tournee. Danach war er bis 1967 der Partner von Red Allen. Danach spielte er im Roosevelt Hotel in New York (etwa im West End Cafe) und Mitte der 1970er Jahre im New Orleans-orientierten Crawdaddy Restaurant in New York, wo er auch z. B. mit Benny Goodman und Buddy Rich auftrat. Price blieb bis kurz vor seinem Tod als Musiker aktiv.

## Diskographische Hinweise
- Sam Price 1929-1941 (Classics) mit Lester Young, Billy Taylor, J. C. Heard, Harold Doc West
- Barrelhouse and Blues (Black Lion, 1969) mit Sandy Brown
- European All Stars (Koch, 1990) mit Oscar Klein